# Stockholm3-testet
Stockholm3-testet är en algoritm för att värdera risken att en person har behandlingskrävande prostatacancer. Algoritmen baseras på en kombination av biomarkörer i form av koncentrationen av vissa proteiner (däribland PSA, men även andra biomarkörer ingår) i blodet, förekomst av genetiska riskfaktorer för behandlingskrävande prostatacancer och demografiska och kliniska uppgifter om personen som undersöks (t ex ålder och förekomst av prostatacancer i släkten). Namnet Stockholm3 kommer från den kohortstudie, där testet utvecklades.
Det har föreslagits som ett alternativ till PSA-test för screening av prostatacancer. Stockholm3 är framtaget av forskare på Karolinska Institutet och har använts för över 75 000 män. År 2021 publicerades en uppföljande studie där användandet av magnetkamera infördes i Stockholm3-algoritmen. Resultatet visade en minskning av antalet utförda prostatabiopsier samtidigt som lika många behandlingskrävande prostatatumörer hittas.
Stockholm3-testet vann 2017 det Europeiska Innovationspriset, EIT Innovators Award.